# L'Île-Perrot
Pour les articles homonymes, voir Perrot.
Ne doit pas être confondu avec Île Perrot.
L'Île-Perrot, auparavant Brucy, Sainte-Jeanne de l'Isle Perrot, Île-Perrot Nord et Île-Perrot, est une ville de la municipalité régionale de comté (MRC) de Vaudreuil-Soulanges au Québec. Elle fait partie du Suroît dans la région administrative de la Montérégie.

## Histoire

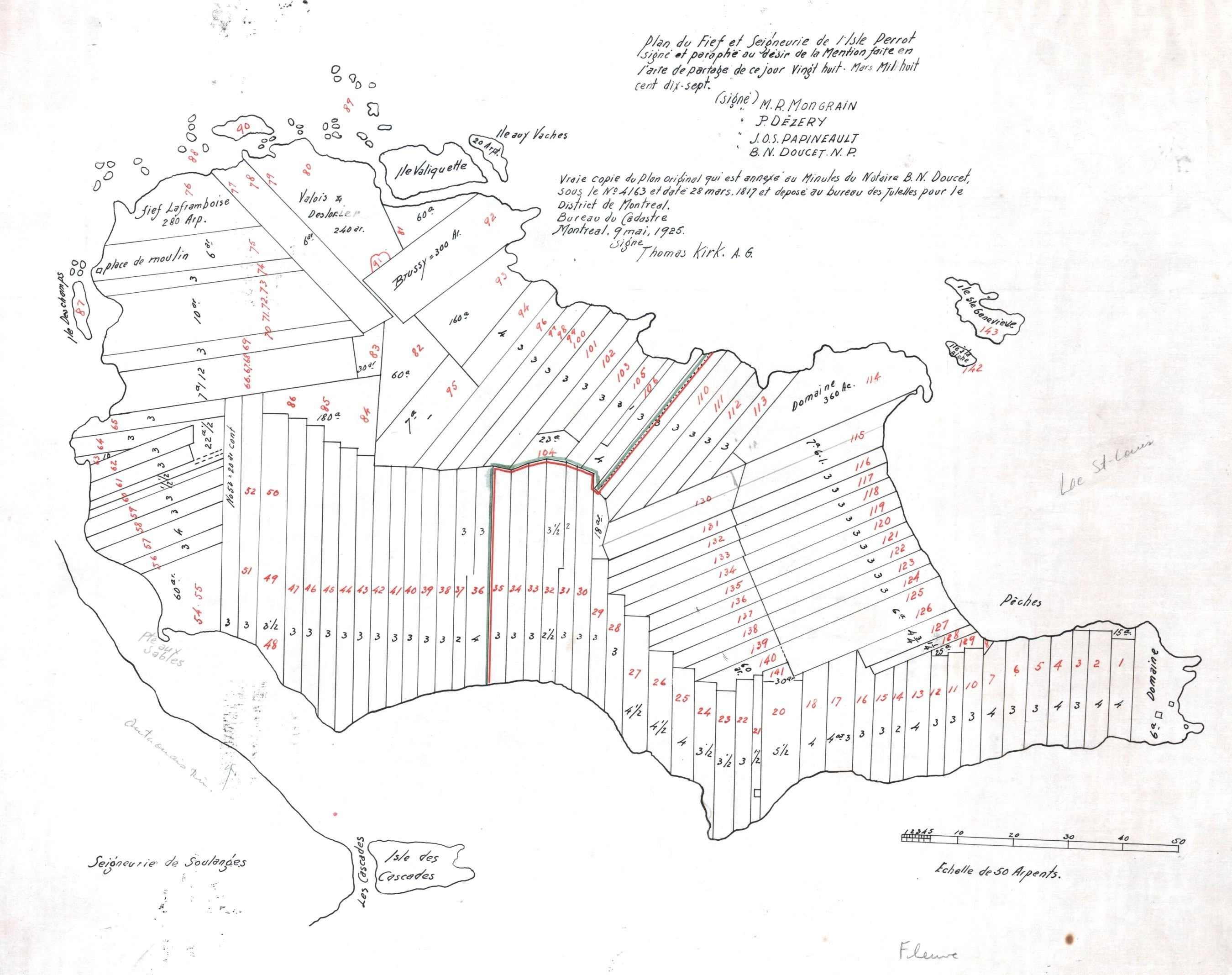
L'île Perrot en 1817.

La seigneurie de l'Île-Perrot est concédée le 29 octobre 1672 à François-Marie Perrot, capitaine du régiment d'Auvergne et gouverneur de Montréal, par l'intendant de la Nouvelle-France Jean Talon, l'oncle de sa femme. Occupé par ses fonctions, Perrot charge son lieutenant, Antoine de La Frenaye de Brucy, de gérer son commerce de fourrures sur l'île et lui octroie un fief en 1676, dans le nord de l'île, face à Sainte-Anne-de-Bellevue. Cette portion de l'île Perrot est appelée Brucy jusqu'au milieu du XXe siècle, du nom du lieutenant,.
Le 1er juillet 1855, sous l'Acte des municipalités et des chemins du Bas Canada de 1855, la corporation de la paroisse de Sainte-Jeanne de l'Isle Perrot est constituée. Elle devient la municipalité de l'Île-Perrot le 28 mars 1946. La municipalité est séparée en deux en 1947, la partie sud devenant Notre-Dame-de-l'Île-Perrot et la partie nord devenant Île-Perrot Nord puis ville de l'Île-Perrot le 22 février 1955. Le 18 juillet 1987, son toponyme est modifié pour L'Île-Perrot.
Le chemin de fer a comporté un arrêt ferroviaire Brucy dans le quartier de ce nom.

## Géographie
La ville de L'Île-Perrot se situe au nord-ouest de l'île Perrot, dans l'archipel d'Hochelaga. Elle se trouve sur la rive droite de la rivière des Outaouais, immédiatement en amont du confluent avec le fleuve Saint-Laurent. La localité se situe au nord du Suroît, dans la partie est de Vaudreuil-Soulanges. L'Île-Perrot est entourée du sud-ouest à l'est par les autres municipalités de l'île Perrot, soit Terrasse-Vaudreuil, Pincourt et Notre-Dame-de-l'Île-Perrot. Au nord, elle est arrosée par les rapides de Sainte-Anne, rétrécissement de l'Outaouais reliant le lac des Deux Montagnes au lac Saint-Louis. Ces rapides séparent l'île Perrot de l'île de Montréal. Sur la rive opposée se trouvent les municipalités de Sainte-Anne-de-Bellevue et de Senneville. Celles-ci font partie de l'agglomération de Montréal et de la région administrative de Montréal.
Le territoire couvre une superficie totale de 5,46 km2 dont 5,43 km2 sont terrestres.

## Démographie
La population de L'Île-Perrot s'établit à 10 756 habitants en 2016, pour une densité de 1 935 résidents par km2. La population locale est en croissance continue depuis plus de vingt-cinq ans.
| 1986  | 1991  | 1996  | 2001  | 2006  | 2011   | 2016   | 2021   |
| ----- | ----- | ----- | ----- | ----- | ------ | ------ | ------ |
| 6 586 | 8 065 | 9 178 | 9 375 | 9 927 | 10 503 | 10 756 | 11 638 |

## Politique

### Symboles
Le drapeau de L'Île-Perrot est un fleurdelysé aux fleurs de lys pointant au centre comme le drapeau de Carillon mais avec la bande verticale élargie et portant le blason de même que la mention « Ville de l'Ile Perrot ».
| L'écu de L'Île-Perrot se blasonne ainsi : D'azur, à deux croissants d'argent, l'un sur l'autre, celui du bas renversé; au chef d'or chargé de trois aiglettes de sable. |

### Conseil municipal
Le conseil municipal se compose du maire et de six conseillers représentant des istricts électoraux. Les élections municipales se font en bloc tous les quatre ans. Le maire actuel (2018) est Pierre Séguin, succédant aux élections de 2017 à Marc Roy, en fonction depuis 1997,. À l'élection municipale de 2013, le maire Marc Roy est réélu sans opposition à l'instar de l'ensemble du conseil municipal, à l'exception d'un conseiller.
| Fonction | 2005-2009 | 2009-2013                   | 2013-2017                   | 2017-2021        |
| --- | --------- | --------------------------- | --------------------------- | ---------------- |
| Taux de participation | .         | .                           | .                           | .                |
| Maire | Marc Roy  | Marc Roy                    | Marc Roy                    | Pierre Séguin    |
| 1 - Outaouais |           | André Legault               | André Legault               | Nicole Pelletier |
| 2 - Brucy |           | Daniel Taillefer            | Daniel Taillefer            | Marc Deslauriers |
| 3 - Parc |           | Marcel Rainville            | Marcel Rainville            | Gabrielle Labbé  |
| 4 - Versants |           | Michelle Lacombe Lecavalier | Michelle Lacombe Lecavalier | Karine Bérubé    |
| 5 - Anse |           | René Pinsonneault           | Kim Comeau                  | Kim Comeau       |
| 6 - Perdriol |           | Daniel Leblanc              | Daniel Leblanc              | Mathieu Auclair  |
| (Entre parenthèses) Proportion des voix. (a) Élu sans opposition. * Élu au début du terme mais ayant quitté avant la fin du terme. ** Non élu au début du terme mais en cours de terme. |           |                             |                             |                  |

### Administration locale
| Indicateur | L'Île-Perrot | Classe de population a | Vaudreuil-Soulanges |
| --- | ------------ | ---------------------- | ------------------- |
| Richesse foncière uniformisée (RFU) (2017)                                                                                           | 1 152,4 M$   | …                      | …                   |
| RFU non imposable (institutionnel) (2017)                                                                                            | 21,6 M$      | …                      | …                   |
| Part RFU imposable, résidentiel (2017)                                                                                               | 87,0 %       | 82,9 %                 | 79,8 %              |
| Part RFU imposable, industriel et commercial (2017)                                                                                  | 11,3 %       | 13,1 %                 | 12,3 %              |
| Part RFU imposable, agricole (2017)                                                                                                  | 0,0 %        | 1,6 %                  | 4,5 %               |
| RFU par habitant 2017 | 106 768 $    | .                      | .                   |
| Part des taxes dans l'ensemble des revenusb                                                                                          | 80,9 %       | 73,0 %                 | 80,5 %              |
| Taux global de taxation uniformisé                                                                                                   | 1,143 0 $    | 1,022 5 $              | 0,905 2 $           |
| Chagres nettes par 100 $ de RFU | 1,52 $       | 1,58 $                 | 1,20 $              |
| Charge fiscale moyenne des logements                                                                                                 | 2 273 $      | 2 421 $                | 2 421 $             |
| Endettement total net à long terme par 100 $ de RFU                                                                                  | 1,11 $       | 1,89 $                 | 1,91 $              |
| (a) Ensemble des 59 municipalités québécoises dont la population est entre 10 000 et 24 999 habitants. (b) Fonctionnement seulement. |              |                        |                     |

### Représentation régionale et nationale
Sur le plan régional, la ville de L'Île-Perrot est rattachée à la MRC de Vaudreuil-Soulanges. Elle fait également partie de la Communauté métropolitaine de Montréal. et de la région métropolitaine de Montréal, à l'instar des municipalités de l'est de la MRC de Vaudreuil-Soulanges. L'Île-Perrot est comprise dans la circonscription québécoise de Vaudreuil et dans la circonscription fédérale de Vaudreuil-Soulanges.

## Urbanisme
Dans le début des années 2010, la municipalité met de l'avant un projet de revitalisation et de densification de son ancien secteur commercial, maintenant nommé le secteur centre. L'objectif vise à revitaliser les rues Grand Boulevard et boul. Perrot en déclin depuis des années. Dans les mêmes années, la ville crée le festival sur rue Vip en Blues et sa rue gourmande qui vise à faire découvrir le secteur de la ville et des restaurateurs de la région de Vaudreuil-Soulange. Le festival a accueilli des gros noms tels que Brian Tyler, Steve Hill, Steve Strongman Lulu Hugues et Marjo. Le territoire municipal est traversé par l'autoroute du Souvenir (A-20) qui y prend la forme d'un boulevard avec carrefours plan et feux de circulation. Cet axe donne sur le pont Galipeault vers Montréal et sur le pont Taschereau vers Vaudreuil-Dorion. La municipalité est desservie par la gare Île-Perrot de la ligne Vaudreuil–Hudson du train de banlieue de l'Agence métropolitaine de transport.
Brucy est un secteur urbain situé sur la pointe du même nom au bord des rapides de Sainte-Anne et aux abords du pont Galipeault. Par sa situation, ce secteur concentre depuis longtemps une activité commerciale.

## Culture
La bibliothèque municipale Guy-Godin, inaugurée en 2003, dispose d'une collection de quelque 40 000 documents. Le VIP en Blues, auparavant le Festiblues de L'Île-Perrot, a lieu en septembre depuis 2011.

## Société
La Commission scolaire des Trois-Lacs administre les écoles francophones, dont trois sont situées à L'Île-Perrot. Ce sont les écoles primaires Virginie Roy, François-Perrot et La Perdriolle. La Commission scolaire Lester-B.-Pearson administre les écoles anglophones.
Les Riverains sont l'équipe locale peewee B1 de hockey.

### Personnalités
- Guillaume Forbes (1865–1940), archevêque
- René Émard (1914–1984), syndicaliste et homme politique
- Marc Lalonde (1929-2023), homme politique et avocat canadien
- Guy Godin (1932–2015), acteur
- Richard Leduc (1951–), joueur de hockey sur glace
- Philippe-Audrey Larrue Saint-Jacques (1987–), humoriste